# Autopista Nororiente

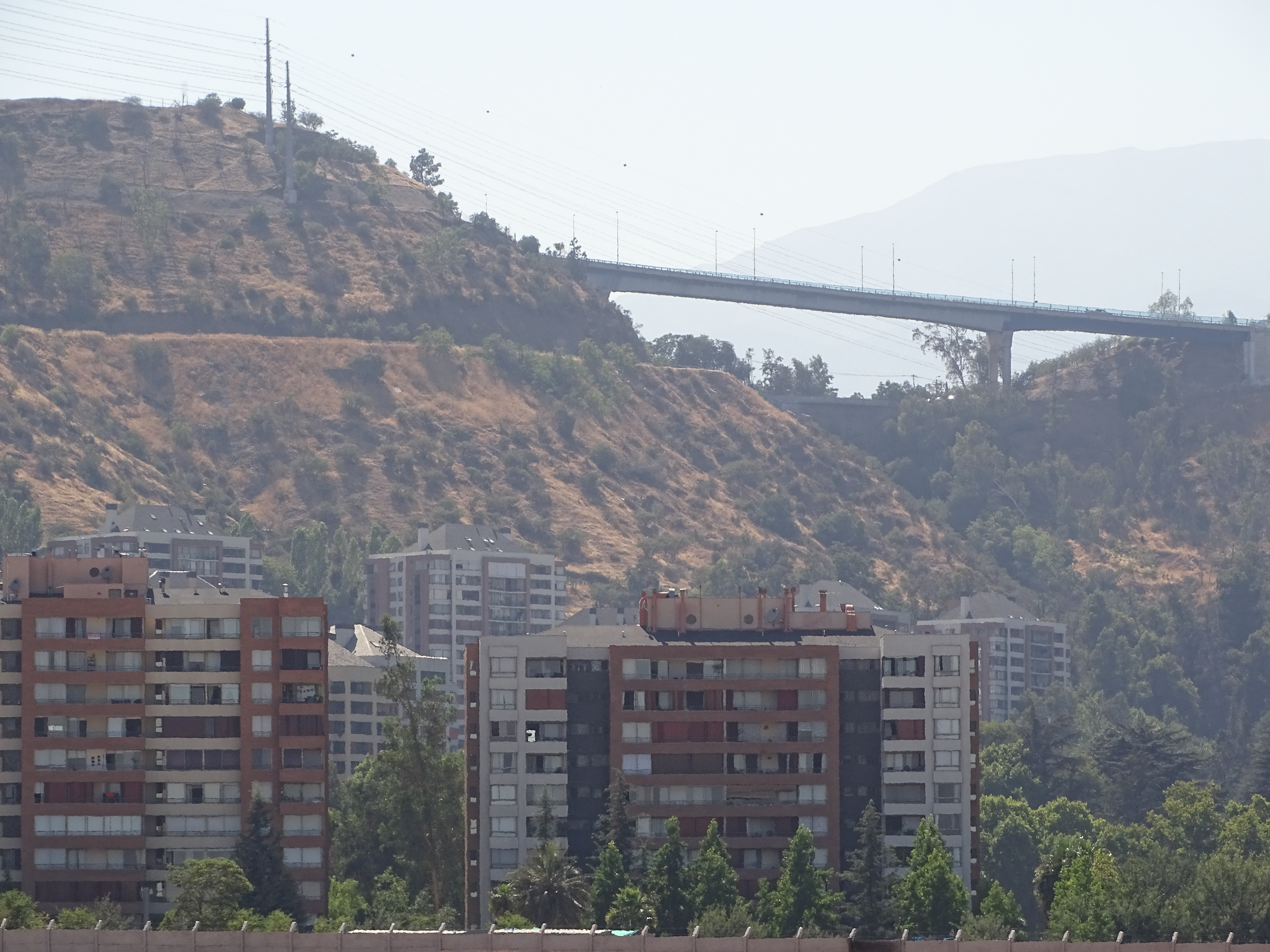
Autopista Nororiente, en su tramo al sur del túnel que cruza el cerro Pirámide.

Autopista Nororiente, Acceso Nororiente, Acceso Nor-Oriente o Radial Nororiente, es una autopista de peaje que Sacyr Vallehermoso (SyV) construyó en Santiago de Chile y cuya gestión está a cargo de su filial Itínere, con el propósito de mejorar la accesibilidad al sector nororiente de la ciudad, y producir un mejoramiento significativo del nivel de servicio vial hacia ese sector de Santiago de Chile. Recorre las comunas de Vitacura, Huechuraba y Colina, específicamente el sector de Chicureo.Tendrá un periodo de concesión máximo de 40 años, contando con una inversión cercana a los € 200.000.000 (US$ 150.000.000 en Chile, US$ 250.000.000 en España) con una longitud de 22 kilómetros que conectan el Puente Centenario (Vitacura) con la Autopista Los Libertadores y la Autopista del Aconcagua, constituyéndose en una alternativa de ingreso y salida de vehículos hacia y desde el norte de Chile (Arica-La Serena-Los Vilos). Además, fue implementada como solución vial para los nuevos sectores habitacionales de Colina (Piedra Roja, Hacienda Chicureo, Las Brisas, Los Polos, entre otros), reduciendo a menos de la mitad los tiempos de circulación actuales (de 45' a 20' aproximadamente) al redistribuir los flujos vehiculares, descongestionando la Autopista del Aconcagua y por la Avenida Américo Vespucio, vías que reciben actualmente la carga del flujo tanto hacia Colina como al norte, provocando serias aglomeraciones en horas punta y temporadas altas. Aquello permitirá potenciar la demanda de viviendas en la Provincia de Chacabuco e incentivar allí el desarrollo de zonas industriales, para sacar de Santiago central factorías contaminantes.
Es la quinta autopista urbana de Santiago y una de las principales vías de la Región Metropolitana, dado que beneficia a más de 500.000 personas. Además, es la sexta concesión en Chile de Itínere, principal operador de infraestructuras en ese país, con una inversión global comprometida superior a los 1700 millones de euros y más de 620 kilómetros de autopistas.
La constructora cerró en el mes de diciembre de 2007 la financiación para el proyecto con el Banco de Chile, que lideró el crédito de 170 millones de euros, con un plazo de vencimiento máximo de 23 años y estructurado en diversos tramos para adecuarse a las características del proyecto.
El 6 de febrero de 2008, SyV puso en marcha un primer tramo de 7,7 kilómetros, que conecta la Avenida El Valle, en la zona de Chicureo, con el kilómetro 18 de la Autopista del Aconcagua. La Autopista entró completamente en servicio el 9 de marzo de 2009, cuando entraron en operación los 14 kilómetros restantes, correspondientes al tramo oriente, que es el de mayor complejidad por la orografía de la zona y que incluye el túnel Montegordo (de 1,6 kilómetros de longitud) y los dos túneles Manquehue (800 metros de largo). Otras infraestructuras destacadas que requiere el proyecto son los viaductos El Salto, Arquitecto Cruz y Las Canteras, y el paso superior Huechuraba.

## Concesión

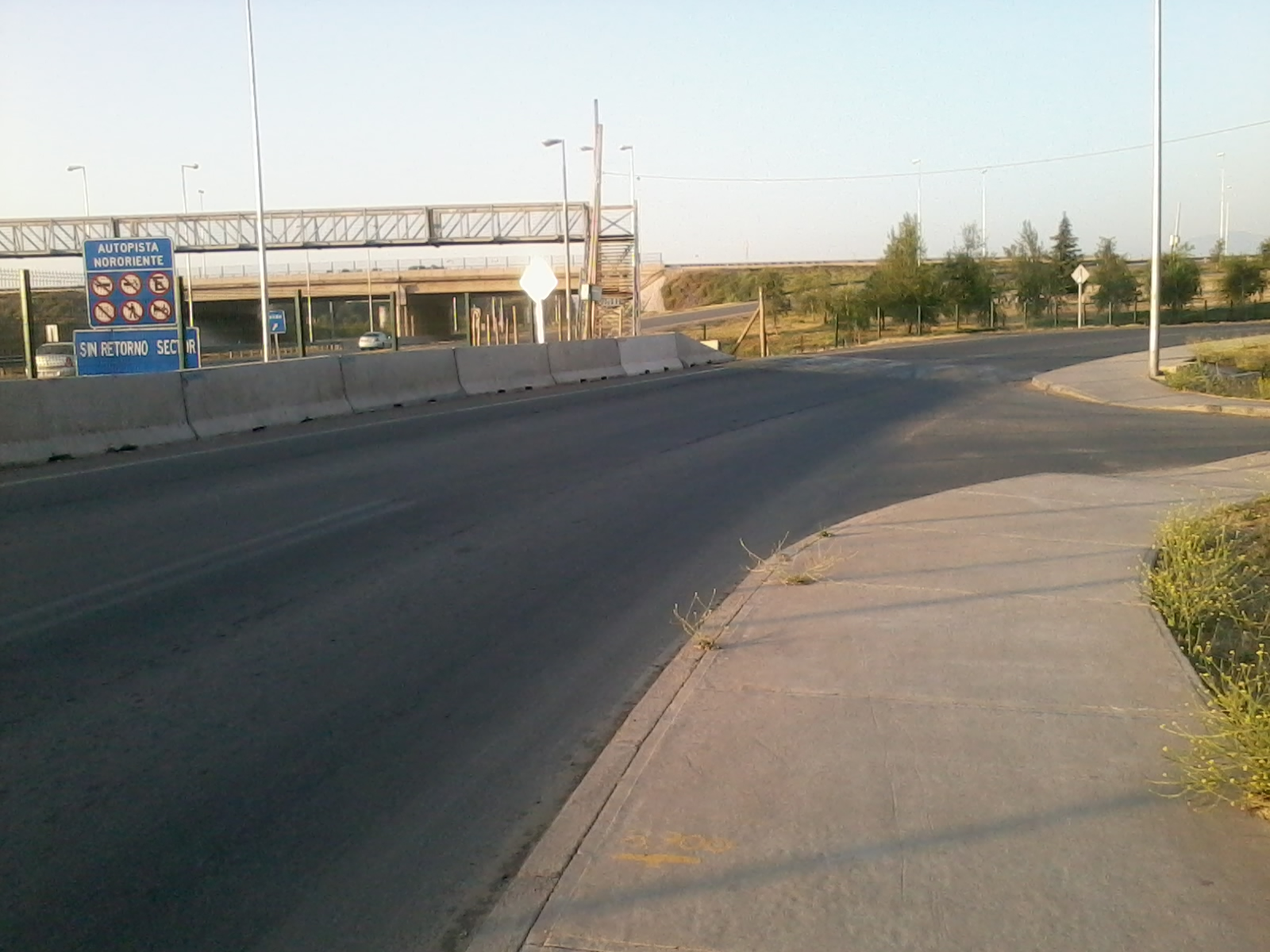
Carretera de la autopista

El nuevo corredor se construyó mediante el sistema de concesiones. El Ministerio de Obras Públicas chileno adjudicó en septiembre de 2003 a Itínere, filial del grupo SyV, la construcción y explotación de la Autopista, por un periodo máximo de 40 años.
Itínere es el principal operador de infraestructuras concesionadas en Chile. Cuenta con las autopistas del Elqui (Los Vilos–La Serena), de Los Lagos (Río Bueno–Puerto Montt), del Pacífico (Ruta 68, Santiago–Valparaíso - Viña del Mar), del Litoral Central, Vespucio Sur y Acceso Nororiente, las que aúnan más de 620 kilómetros y suponen una inversión global comprometida superior a los € 1.700.000.000 (US$ 1.200.000.000 en Chile, US$ 2.000.000.000 en España).

## Financiación
El 11 de diciembre de 2007, SyV cerró, por medio de su filial de concesiones de infraestructuras, el contrato de financiación para la construcción de la Autopista, con un crédito de € 170.000.000 (US$ 120.000.000 en Chile, US$ 200.000.000 en España). El crédito, liderado por el Banco de Chile y denominado en pesos chilenos, tiene un plazo de vencimiento máximo de 23 años y está estructurado en diversos tramos para adecuarse a las características del proyecto, que cuenta con ingresos mínimos garantizados por la administración chilena.

## Primera piedra
El entonces presidente de Chile, Ricardo Lagos, y los miembros del consejo de administración de SyV, encabezado por su presidente, Luis del Rivero, asistieron el 29 de noviembre de 2005 a la colocación de la primera piedra de la Autopista Nororiente. El presidente de la empresa agradeció a Ricardo Lagos la oportunidad entregada a SyV de poder participar en el sistema de concesiones y estar presente en el desarrollo de Chile y de sus ciudadanos. Además, reiteró su compromiso de mantener al país como uno de sus ejes prioritarios de inversiones a futuro en América Latina. Luis del Rivero agregó que el compromiso de SyV con Chile es indiscutible, ya que confiaron en el país desde que comenzó el sistema de concesiones, creyendo en su gente. Según Del Rivero, los resultados están a la vista, ya que SyV es la primera empresa de infraestructura vial que opera en Chile.
Ese encuentro se produjo a un día de que el presidente Ricardo Lagos inaugurara la autopista urbana Américo Vespucio Sur, construida y explotada por Sacyr y Acciona.

## Puesta en servicio

### 1º tramo
El miércoles 6 de febrero de 2008, Itínere puso en funcionamiento, junto al ministro de Obras Públicas de Chile, Sergio Bitar, el tramo poniente de la Autopista, de 7,7 kilómetros de longitud, que conecta la Avenida El Valle en la zona de Chicureo con el kilómetro 18 de la Autopista Del Aconcagua.

### 2º tramo
Los 14 kilómetros restantes corresponden al tramo oriente, emplazado en una zona de gran dificultad técnica por una orografía montañosa que se supera a través de tres pares de túneles. Este tramo fue inaugurado el lunes 9 de marzo de 2009, por la presidenta Michelle Bachelet.

## Recorrido
La nueva ruta comprende dos grandes tramos: el primero irá hacia el norte desde el Enlace Centenario (ubicado en el sector de La Pirámide, en el límite entre Vitacura y Huechuraba), que conectará la red vial local con la autopista urbana Costanera Norte (en un principio también lo haría con la futura Vespucio Oriente, hasta que su trazado fue modificado). Luego, cruzará los cerros Manquehue (a través de los dos túneles homónimos de 800 metros de largo) y Montegordo (por medio de un túnel de 1,6 kilómetros de longitud).
El segundo sector cubre el tramo correspondiente al Valle de Colina, donde cruzará la Ruta CH-57 hasta empalmar con el kilómetro 18 de la Autopista del Aconcagua.

### Enlaces
- kilómetro 0 Puente Centenario-Autopista Costanera Norte
- kilómetro 0.5 Vespucio Norte.
- kilómetro 2 Túnel Manquehue Sur
- kilómetro 3 "Retorno".
- kilómetro 4 Túnel Manquehue Norte
- kilómetro 6,3 Túnel Montegordo de Chamisero
- kilómetro 8,4 Salida El Llano
- kilómetro 9,2 Enlace Avenida Chamisero.
- kilómetro 13 Piedra Roja- Chicureo.
- kilómetro 14 Av. del Valle - Chamisero - La Reserva .
- kilómetro 18,5 Autopista Los Libertadores Colina - Los Andes Sentido Oriente - Poniente.
- kilómetro 21,4 Santiago - Al Centro Sentido Oriente - Poniente.
- kilómetro 21,5 La Serena - Los Vilos Sentido Oriente - Poniente.
- Autopista del Aconcagua

### Plazas de Peajes
- kilómetro 8 Lateral Chamisero
- kilómetro 11 Troncal Oriente
- kilómetro 15 Troncal Poniente